# Mittelbach (Werre)
Der Mittelbach ist ein rechter Nebenfluss der Werre im Nordosten des deutschen Bundeslandes Nordrhein-Westfalen.

## Geographie
Das Gewässer hat eine Gesamtlänge von 8,2 Kilometer. Das Einzugsgebiet erstreckt sich über einen Teil des nördlichen Lipper Berglands und die südöstliche Ravensberger Mulde zwischen Werre und Weser. Das Gewässer entspringt im Nordosten von Exter an der Steinegge unweit der Quelle der Salze. Es fließt dann nordwärts, streift bei Kilometer 1,9 den Park der Magischen Wasser (Gelände der Landesgartenschau Bad Oeynhausen/Löhne 2000, heute Aqua Magica), und mündet bei Bad Oeynhausen, das er nur rund 200 Meter durchquert, in die Werre (Flusskilometer 4,9).
Das Gewässer durchfließt auf seinem Weg von der Quelle bis zur Mündung folgende Gemeinden:
- Vlotho
- Löhne
- Bad Oeynhausen

Auf seinem Weg nimmt das Gewässer flussabwärts betrachtet folgende Gewässer auf:
- Osterbach (R 0,5)

(L/R; KM): Linker rechter Zufluss, bei Flusskilometer, Mündung bei KM 0)

## Umwelt

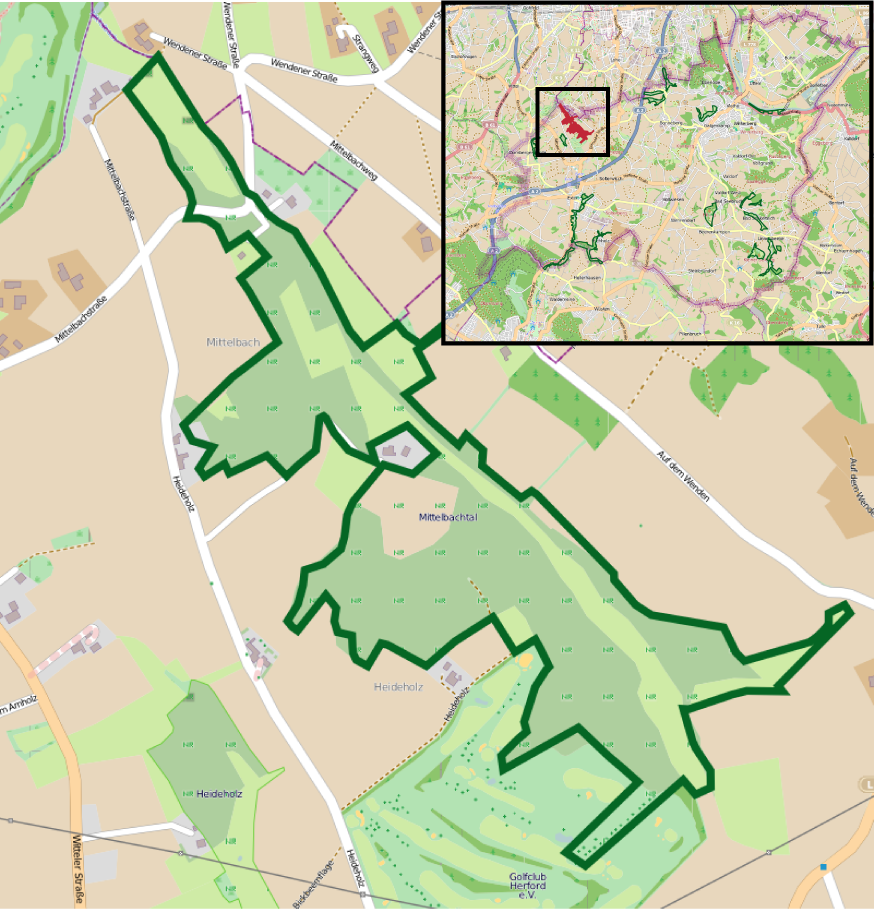
Lageplan der Naturschutzgebiets

Das 34,1 Hektar große Naturschutzgebiet Mittelbach in der Stadt Vlotho bei Exter ist seit 1998 ausgewiesen und schützt das für das Ravensberger Land so typische naturnahe Sieksystem auf etwa zwei Kilometer Flusslänge des Mittelbachs. Das Siek ist nur wenig verzweigt hat aber ein ausgeprägtes Kastenprofil mit hohen Profilrändern. Das Feuchtgrünland des Siekgrundes ist teilweise von Buchenwäldern und Erlengehölzen bewachsen. Auf besonders feuchten Abschnitten finden sich auch Seggenrieder und Binsen sowie Wassergreiskraut. Die Nebensieke beherbergen auch Obstbaumbestände.